# Bamingui
Bamingui é uma cidade e sub-prefeitura da prefeitura  Bamingui-Bangoran ao norte da República Centro-Africana.Encontra-se na margem sul do rio Chari (rio Bamingui), ao longo da Rota Nacional 8, 529 km de estrada a nordeste da capital, Bangui. Tinha uma população de 6230 habitantes de 2003. No desenrolar da Guerra Civil na República Centro-Africana, em dezembro de 2012, a cidade caiu nas mãos das forças rebeldes.